# Castello Baraing
Das Castello Baraing ist eine restaurierte Höhenburg in der  italienischen Gemeinde Pont-Saint-Martin im Aostatal.

## Geschichte
Die Burg ließ der Arzt und örtliche Philanthrop Hannibal Baraing nach seiner Heirat mit Delfina Bianco erbauen. Das vierseitige Gebäude ist im für das 19. Jahrhundert typischen, neugotischen Stil ausgeführt. Es wurde 1894, wenige Jahre vor dem Tod des Eigentümers, fertiggestellt. Dieser wollte symbolisch als Erbe des alten Castello di Pont-Saint-Martin auftreten, das im oberen Teil des Dorfes lag, aber mit einem edleren Ideal der Nähe zum Volk, so wie der Docteur Baraing sein ganzes Leben lang gearbeitet hatte.
Die Witwe des Doktors behielt das Anwesen bis 1931 und stiftete es dann der Gemeinde Pont-Saint-Martin, die dort die Stadtverwaltung unterbrachte, wo sie auch bis zum Ende des Zweiten Weltkrieges blieb. Danach residierte in der Burg das Avviamento Professionale Regionale (dt.: Regionales Firmengründungswerk). Nach Jahren des Leerstandes wurde sie restauriert und ist heute der Sitz der Unité des Communes valdôtaines Mont-Rose.

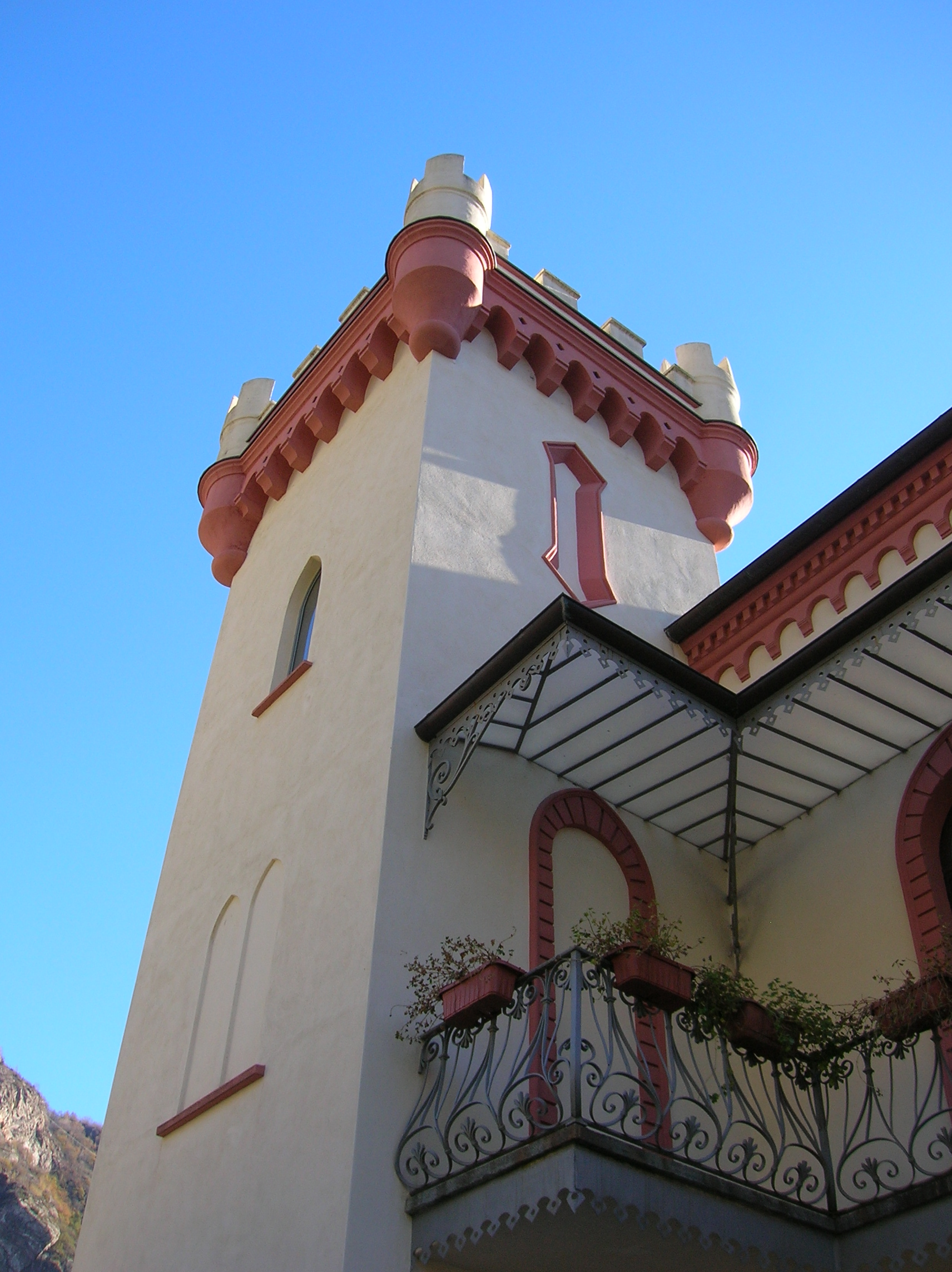
Detail am linken Turm der Fassade
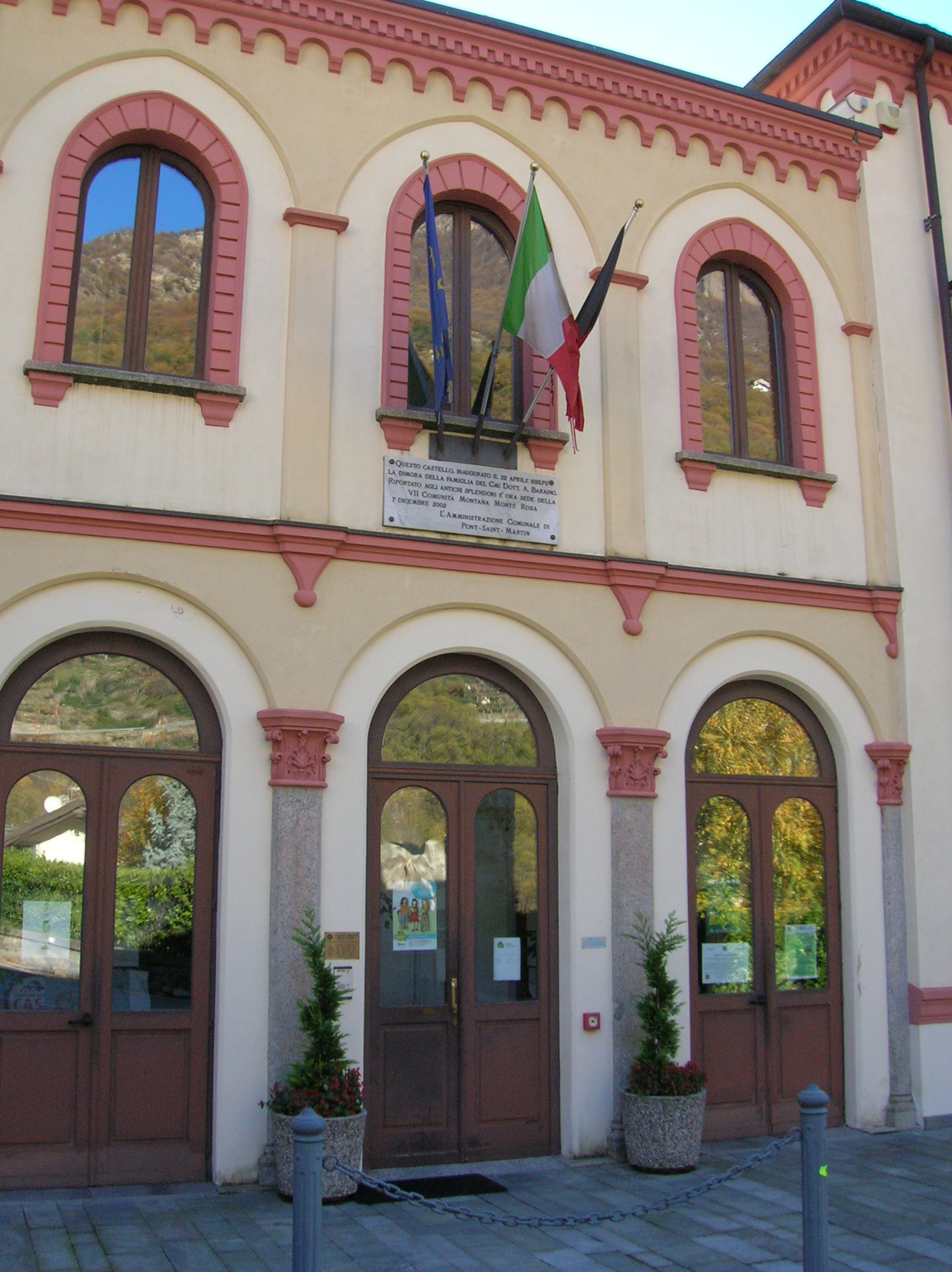
Eingang zum Sitz der Unité des Communes valdôtaines Mont-Rose
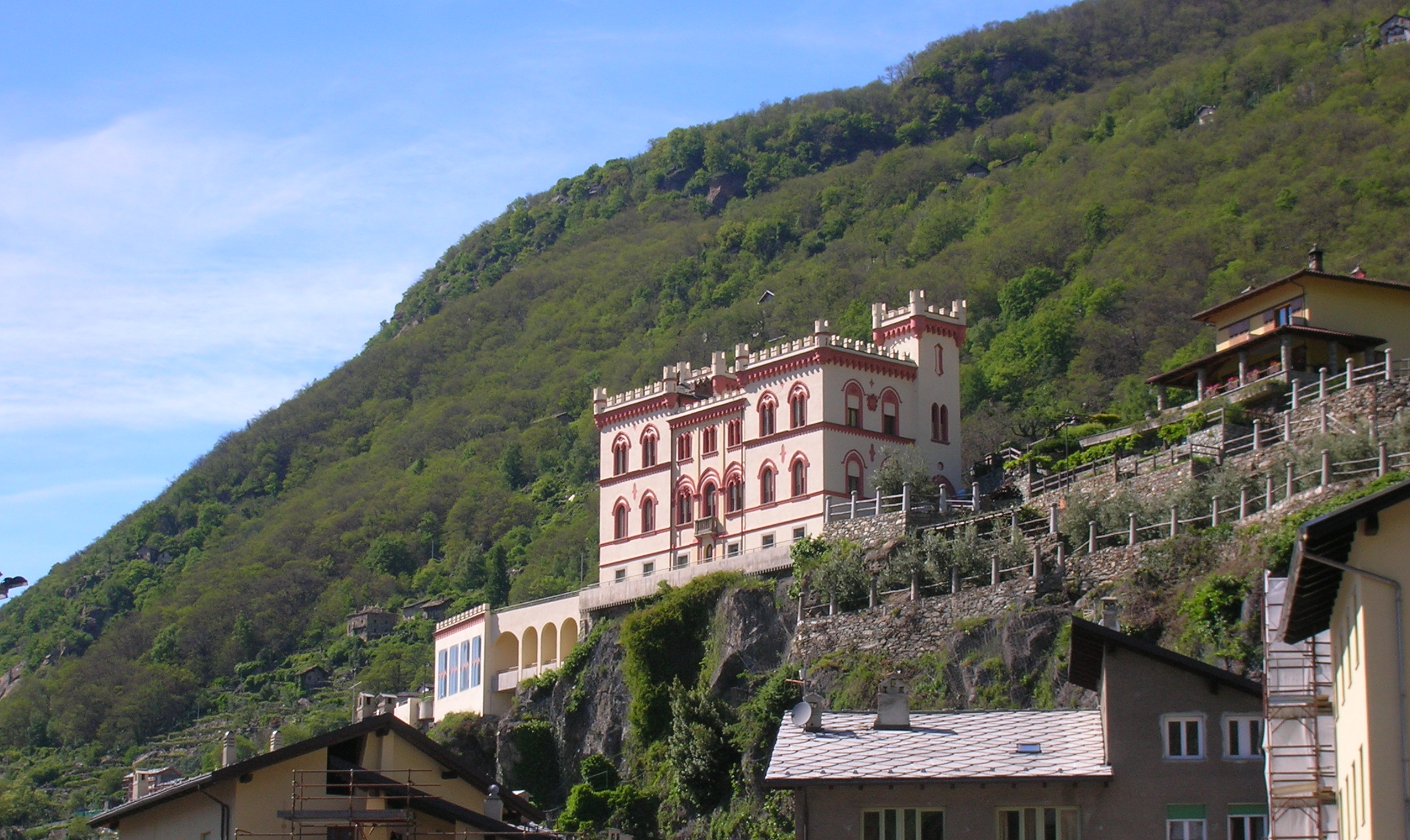
Panorama des Schlosses Baraing vom Tal aus